# أكارس

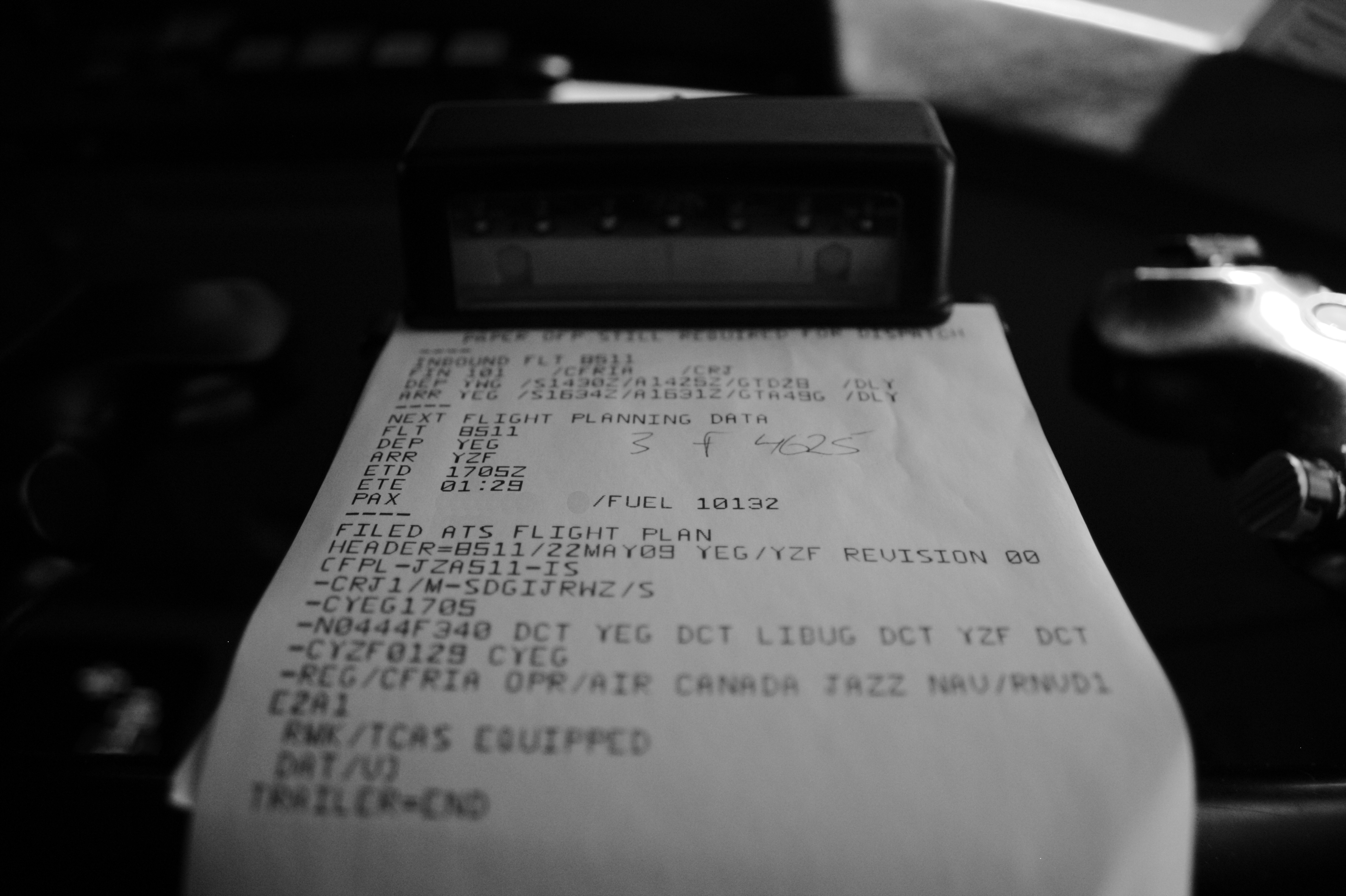
مثال على رسالة أكارس

في مجال الطيران، فإن نظام أكارس (بالإنجليزية: ACARS)‏، ينطق (/ˈeɪkɑːrz/)، هو اختصار لنظام جمع وإرسال تقارير الاتصالات في الطائرات (بالإنجليزية: Aircraft Communications Addressing and Reporting System)‏، هو نظام ربط معلومات (داتالينك) (بالإنجليزية: datalink)‏ رقمي لنقل الرسائل القصيرة بين الطائرات والمحطات الأرضية عبر نطاق بث بموجات الراديو (airband) أو الأقمار الاصطناعية. تم تصميم بروتوكول النظام من قبل أرينس (ARINC)، وطرح في عام 1978، والنظام يستخدم كشكل من التلكس. وفي أوقات لاحقة، قامت سيتا بإضافة المزيد من محطات الراديو لنظام أكارس.

## روابط خارجية
- ARINC, inventors of ACARS
- acarsd, free ACARS decoder software for Linux/Windows
- ARINC Standards Document List, list and describe the ARINC standards